# 北海道標茶高等学校
北海道標茶高等学校（ほっかいどうしべちゃこうとうがっこう、英: Hokkaido Shibecha High School）は、北海道川上郡標茶町にある公立（道立）の高等学校。釧路地区では初の総合学科。

## 特徴
- 敷地は釧路集治監、旧軍馬補充部跡地で、255haの敷地面積は、高校としては日本最大である。
- 農業高校としてのなごりの多い授業も豊富である。
- 敷地内に授業やプロジェクト活動で使用されるミニ湿原が存在する。

## 沿革
- 1946年4月 - 文部省告示を以て、北海道庁立標茶農業学校の設置が認可される。
- 1946年5月 - 北海道庁立標茶農業学校として開校する。
- 1948年5月 - 学制改革により、北海道標茶農業高等学校となる。
- 1948年10月 - 弟子屈分校を設立する。
- 1949年1月 - 白糠分校（現在の北海道白糠高等学校）を設置する。
- 1950年4月 - 雄別分校（現在の北海道阿寒高等学校）を設置する。白糠分校を北海道釧路湖陵高等学校に移管する。高等学校再編成により、北海道標茶高等学校となる。
- 1951年3月 - 弟子屈分校が北海道弟子屈高等学校として独立する。
- 1951年6月 - 雄別分校を釧路市立富士見高等学校（後に北海道釧路湖陵高等学校に合併される）に移管する。
- 1969年8月 - 標茶町開道100年を記念して、校内に残っていた集治監本庁舎を郷土博物館として釧路湖畔に移設[1]。
- 1972年4月 - 北海道標茶農業高等学校となる。
- 1980年4月 - 再び北海道標茶高等学校となる。
- 1996年9月 - 創立50周年記念式典を挙行する。
- 2000年4月 - 学科を全て募集停止して総合学科を新設。
- 2002年3月 - 酪農科・農業土木科・農業機械科・普通科を閉科
- 2009年2月 - 釧路集治監の書庫（標茶高等学校資料館）が近代化産業遺産に認定される。
- 2009年4月 - 新牛舎（フリーストール牛舎）に移転、搾乳ロボット導入
- 2014年3月 - 内閣府実績キャリアアップ戦略 食の6次産業化プロデューサーキャリア段位制度レベル1、全国の高等学校で初めてレベル2 プログラム認証
- 2017年4月12日 道教委は、「北海道立高等学校学則の一部を改正する教育委員会規則」(昭和26年規則8号。別表第1)を教育庁原案通り全会一致で議決。これにより平成29年度の生徒定員(第一学年総合学科現行320)は40(一学級分)減員され280となった。[2]

## 学科
- 全日制課程総合学科
  - 系列
    - 文化理解系列
    - 地域環境系列
    - 酪農食品系列

## 著名な出身者
- 藤岡信勝[3] - 教育学者・新しい歴史教科書を作る会前会長